# Minas Gerais

Minas Gerais zászlaja (Szabadság, ha későn is)

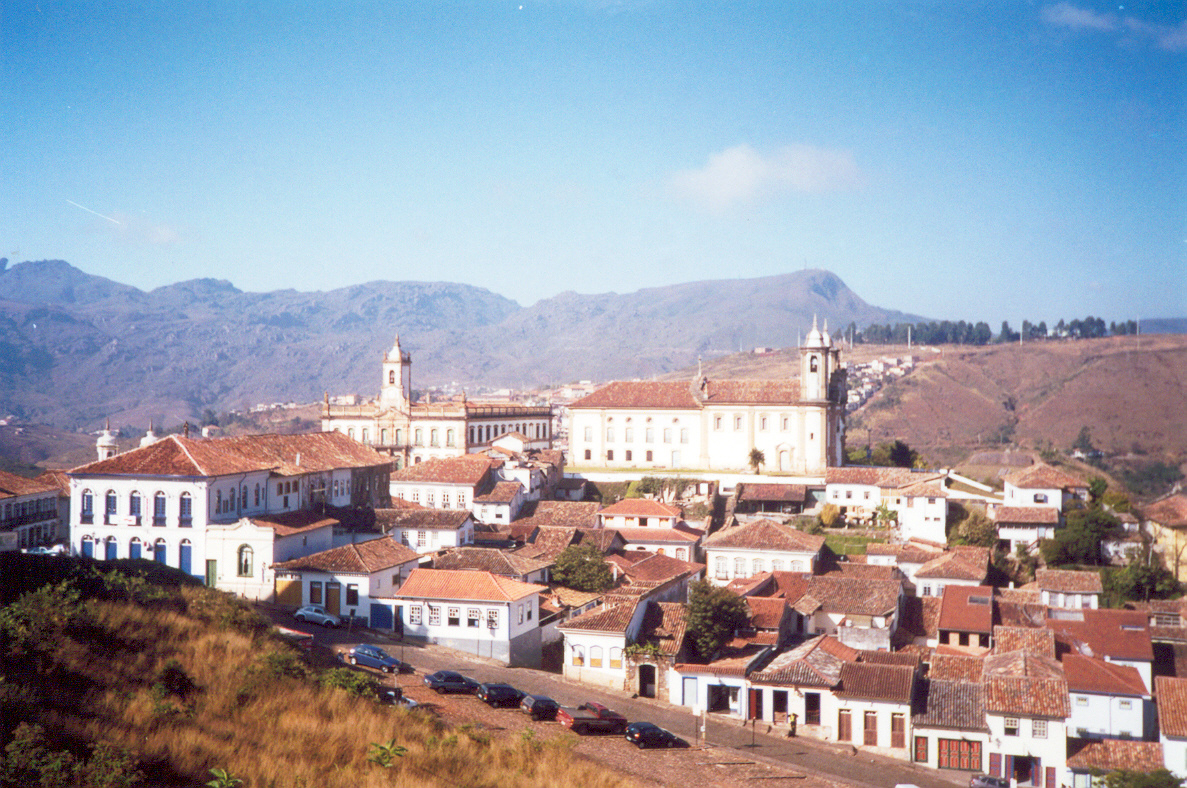
Ouro Preto, a régi főváros

Minas Gerais (ejtsd: minaz zsehaisz) Brazília 26 államának egyike, a második legnépesebb és a negyedik legnagyobb területű. Fővárosa Belo Horizonte, amely az állam középső részén helyezkedik el. Az ország fő kávé- és tejtermelője. Koloniális történelmi városai Tiradentes és a régi főváros, Ouro Preto. Az állam hegyekben, völgyekben és barlangokban bővelkedik. Serra do Cipó, Sete Lagoas, Cordíshugo és Lagoa Santában a vízesések és barlangok a látványosságok.

## Földrajz
Minas Gerais Brazília délkeleti – São Paulo, Rio de Janeiro és Espírito Santo államokat is magába foglaló – régiójának nyugati részén helyezkedik el.
Északon Bahiával és Goiásszal, nyugaton Mato Grosso do Sullal, délen São Paulóval és Rio de Janeiróval, és keleten Espírito Santóval határos. Még a brazil szövetségi kerülettel (itt van Brazíliaváros) is határos egy rövid szakaszon. Minas a déli szélesség 14°13'58 - 22°54'00 és a nyugati hosszúság 39°51'32 - 51°02'35 között fekszik.

## Történelem
Az állam területén 1693-ban aranyat és drágaköveket találtak, valamivel később gyémántot is. 1697-ben nagyszabású útépítés kezdődött, a bányavidékeket kötötték össze a parti kikötőkkel, főleg Rio de Janeiróval. A 18. században virágzott az aranybányászat. Fellendült a kulturális élet. Sajátos művészeti és zenei stílus alakult ki, a barokk helyi formája. A század végére kimerültek az aranybányák, de a bányászat többi ága továbbra is megőrizte gazdasági jelentőségét, számottevő lett a marhatenyésztés is. A 19. század folyamán Brazília gazdasági súlypontja áthelyeződött északkeletről délnyugatra, mert csökkent a cukornád jelentősége és fontos lett a kávétermesztés. Ez a folyamat kedvezett Minas Geraisnak. Az állam gazdasági jelentőségének is szerepe volt abban, hogy a 19. és 20. században a brazil politikai élet sok személyisége kötődött az államhoz.

## Népesség
A legutolsó PNAD (National Research for Sample Domiciles) felmérése szerint 9 019 164 fehér (45,0%), 8 784 900 pardo (fekete-fehér-indián keverék) (45,0%), 1 639 848 fekete (8,4%) és 58 ezer ázsiai és indián élt az államban. Az állam etnikumai között megtalálhatóak az indiánok, portugálok, afrikaiak, olaszok és németek.
Déli részén, São Paulóhoz közelebb magasabb a fehérek aránya, míg az északi részen, Bahiához közelebb, ahova a 18. században a fekete rabszolgákat behurcolták Afrikából, nagyobb a feketék aránya. A középső rész, Belo Horizonte környékén a kiegyensúlyozottabb a feketék és fehérek aránya.
| Lakosok száma | 19 597 330 | 20 869 101 | 21 119 536 | 20 539 989 |
|               | 2010       | 2015       | 2017       | 2022       |

## Oktatás
A portugál a hivatalos nemzeti nyelv, amelyen az iskolákban oktatnak. Az angol és a spanyol is része a hivatalos középiskolai tantervnek.

### Egyetemek és főiskolák
- Minas Gerais-i Szövetségi Egyetem (UFMG);
- Pontifícia Universidade Católica de Minas Gerais  (PUC-MG);
- Universidade Federal de Alfenas (Unifal-MG)  (Alfenas-i Szövetségi Egyetem);
- Universidade Federal de Itajuba (UNIFEI)  (Itajuba-i Szövetségi Egyetem);
- Universidade Federal de Juiz de Fora (UFJF)  (Juiz de Fora-i Szövetségi Egyetem);
- Universidade Federal de Lavras (Ufla)  (Lavras-i Szövetségi Egyetem);
- Universidade Federal de Ouro Preto (Ufop)  (Ouro Preto-i Szövetségi Egyetem);
- Universidade Federal de São João del Rei  (UFSJ) (São João del Rei-i Szövetségi Egyetem);
- Universidade Federal de Uberlândia (UFU)  (Uberlândia-i Szövetségi Egyetem);
- Universidade Federal de Viçosa (UFV) (Viçosa-i Szövetségi egyetem);
- Universidade Federal do Triângulo Mineiro  (UFTM) (Mineiro Triangle-i Szövetségi Egyetem);
- Universidade Federal dos Vales do Jequitinhonha e Mucuri ( UFVJM) (Jequitinhonha és Mucuri Völgyi Szövetségi Egyetem);
- Universidade Estadual de Montes Claros (Unimontes) (Montes Claros-i Állami Egyetem);
- és sok más.

## Vallás

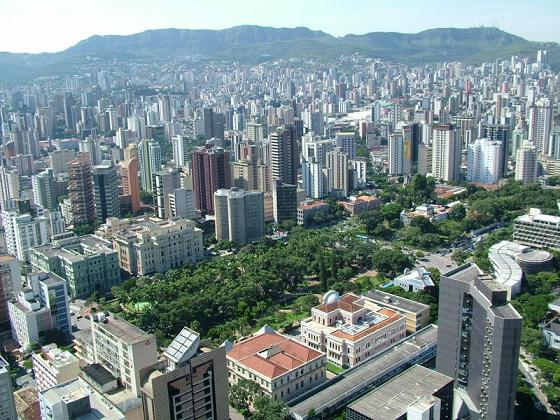
Az új főváros, Belo Horizonte

Mint Brazília nagy részén, itt is a katolikus vallás a legelterjedtebb.
| Vallás        | Népesség százaléka | Fő         |
| Katolikus     | 78,70%             | 14 091 479 |
| Protestáns    | 13,61%             | 2 437 186  |
| Vallásnélküli | 4,60%              | 822,855    |
| Egyéb         | 1,70%              | 304,559    |

Forrás: IBGE 2000. 

## Híres emberek
- Itt született Amílcar de Castro brazil szobrász (1920–2002)

## Érdekességek
4 887 283 jármű, 11,3 millió mobiltelefon, 4,2 millió telefon és 853 város volt 2007-ben Minasban.